# ایکوئال ویژن رکوردز
ایکوئال ویژن رکوردز (انگلیسی: Equal Vision Records) یک ناشر موسیقی مستقل آمریکایی مستقر در آلبانی، نیویورک است که از سال ۱۹۹۰ آغاز به کار کرد.